# Левашёво (Стерлитамак)
Левашёво, также пишется как Левашево, Левашово, было известно также как Никольское, Андреевка — упразднённое село, вошедшее в 1958 году в состав города Стерлитамака Башкортостана. На момент упразднения — административный центр Левашёвского с/с Стерлитамакского района БАССР. Ныне территорию села занимает микрорайон Левашовка в Восточном районе города.

## Географическое положение
По данным на 1 июня 1952 года расположено в 5 км от центра района — города Стерлитамака и от ближайшей железнодорожной станции — Стерлитамак.

## История
Основано на вотчинных землях башкир Тельтим-Юрматынской волости Ногайской дороги, приобретённых секунд-майором С. Я. Левашёвым по купчей 1780 года.
Входила в состав Резановской волости Стерлитамакского уезда Уфимской губернии.
К 1926 году входила в Ашкадарскую волость Стерлитамакского уезда Стерлитамакского кантона.

## Население
В 1865 году в 42 дворах проживало 319 человек, в 1906 — 336 человек; 1920 — 998 жителей, из них 455 мужчин и 543 женщины, преимущественно русские; в 1939 — 1753.

## Известные уроженцы, жители
В 1909 году в с. Левашово родился Николай Михайлович Челов, подполковник, Герой Советского Союза, погиб смертью храбрых 9 декабря 1943 года, гора Митридат, Керчь, Крым.
1.1.1954 в Левашево родился Тизяев Владимир Дмитриевич, с 1997 — директор Завода строительных материалов и конструкций (г. Салават).

## Инфраструктура
В 1906 зафиксированы церковь, церковно-приходская школа, винокуренный и пивоваренный заводы, винная и 2 бакалейные лавки.